# ماسیمو لیوی باچی
ماسیمو لیوی باچی (انگلیسی: Massimo Livi Bacci؛ زادهٔ ۹ نوامبر ۱۹۳۶) سیاستمدار اهل ایتالیا است.
وی همچنین برندهٔ جوایزی همچون برنامه فولبرایت شده‌است.